# ヴァルター機関

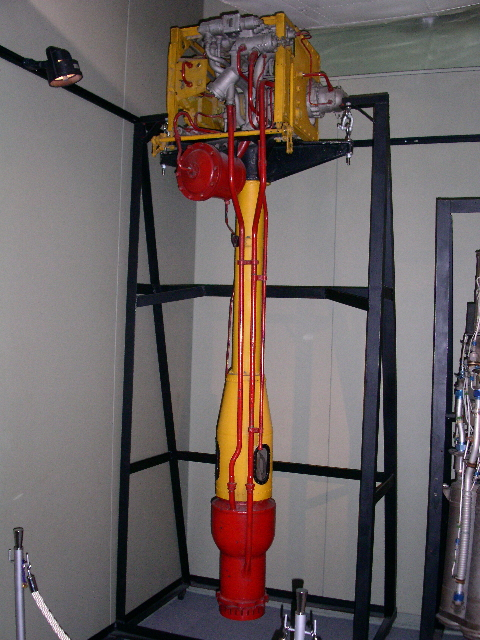
かつて大阪 弁天町の交通科学博物館にて展示されていたHWK 109-509

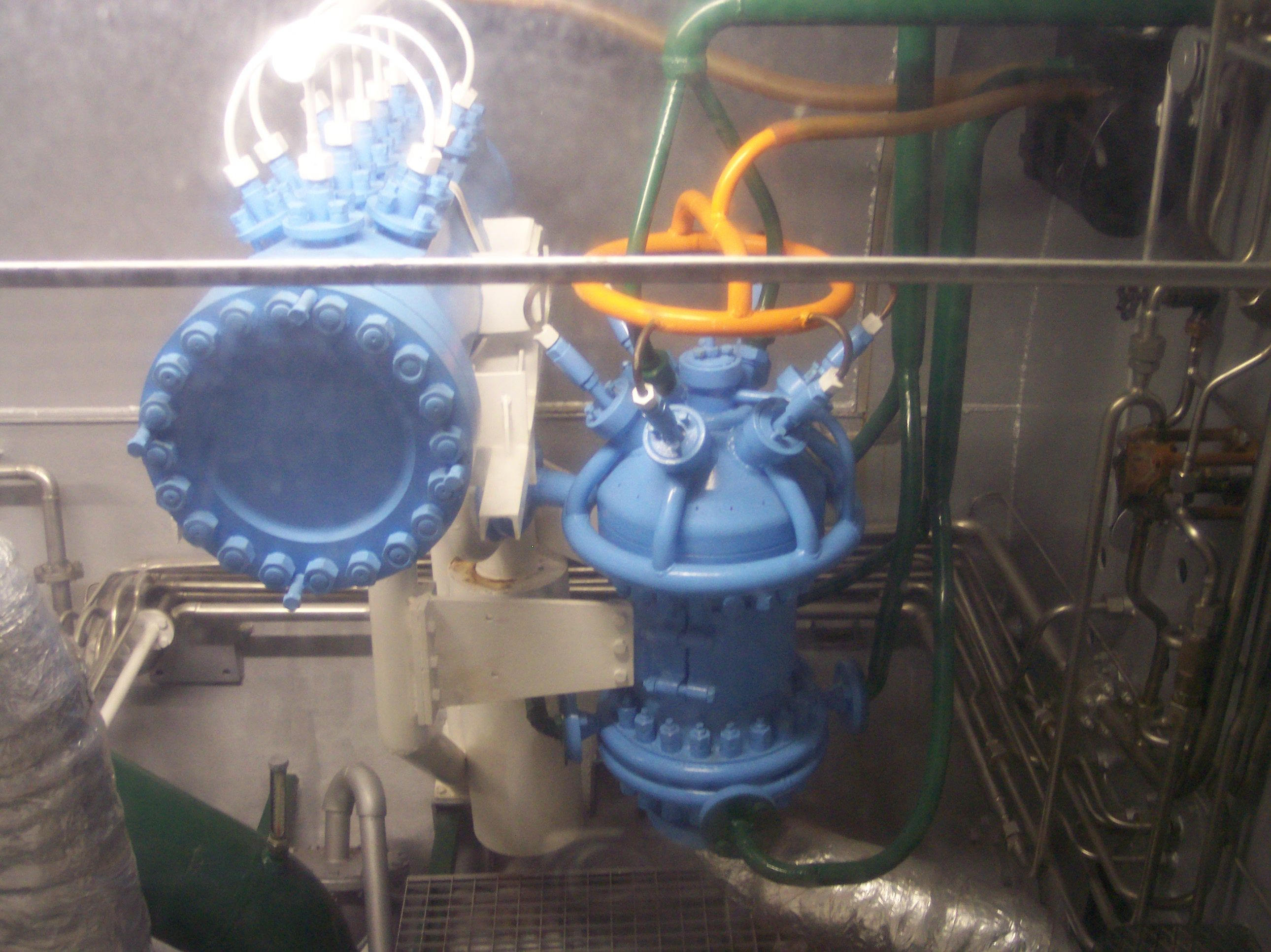
ヴァルター蒸気発生器

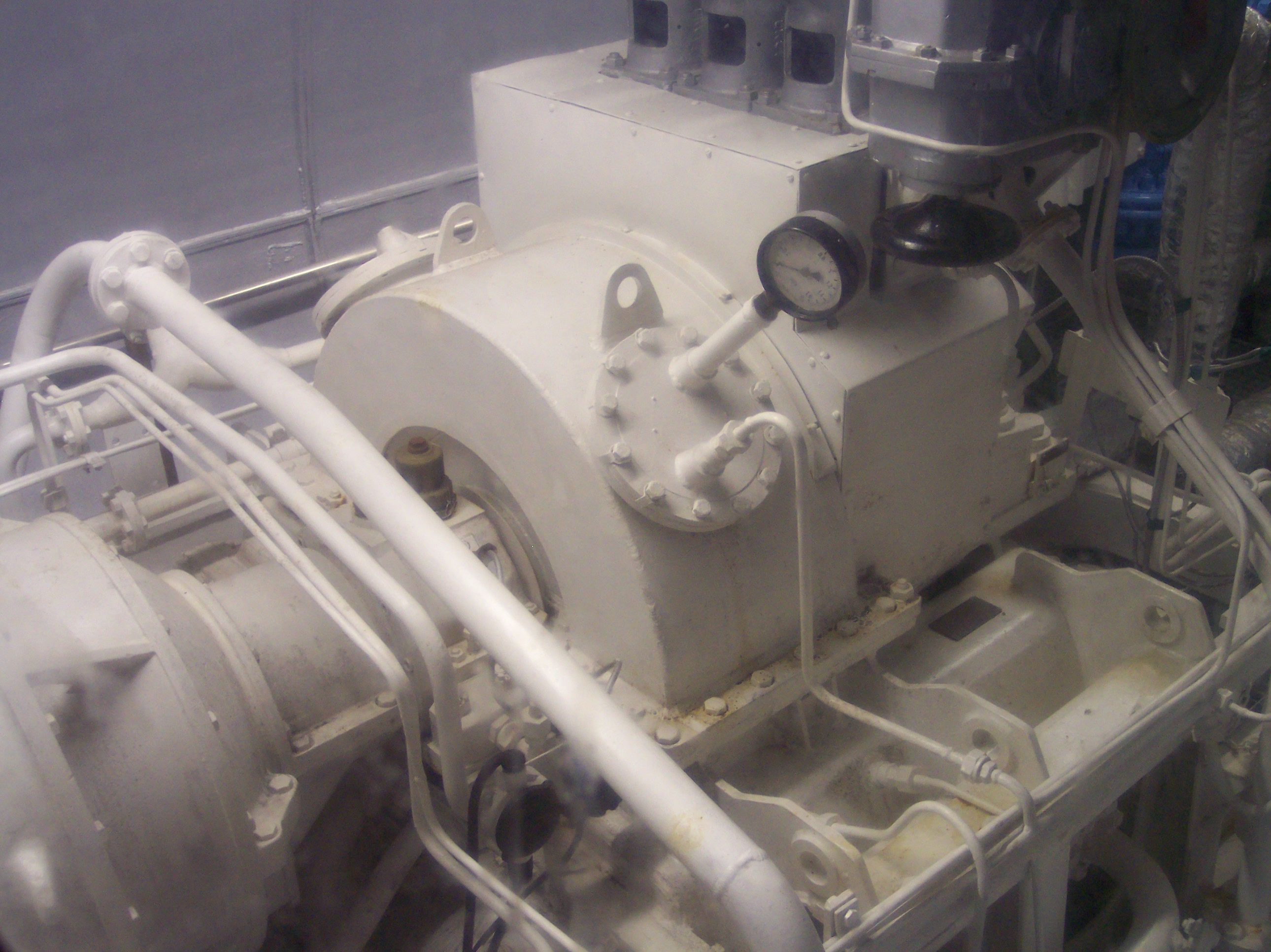
ヴァルター・タービン

ヴァルター機関（ワルター機関、Walter-Antrieb）とは、1933年から第二次世界大戦末期にかけてドイツでヘルムート・ヴァルターにより主として軍事用に開発された、高濃度の過酸化水素が分解する時に発生する水蒸気や酸素を利用する熱機関の総称である。

## 作動原理
80%濃度の過酸化水素は、比重1.36、淡黄色、刺激臭の芳香を持つ液体で、機密保持上「インゴリン」（または、Tストフ=T液）と呼ばれた。
この液体は、有機化合物、鉄さび、銅、鉛などに接触すると、激しく反応して分解するため、安定剤として少量のオキシキノリンおよび二リン酸ナトリウムを混合し、アルミニウム、陶器、ステンレス、ポリ塩化ビニルなどで作られた容器に入れて保管される。
この液体は触媒に触れると 552 kcal/kg の熱を出して酸素ガスと水蒸気（水）に分解する。触媒としては過マンガン酸カルシウムの水溶液（Z液）を用いる。
低温式ヴァルター機関は、この高濃度過酸化水素と触媒とを反応させ、分解時に発生する酸素と水蒸気の混合ガスを作動流体として利用するものである。
高温式ヴァルター機関は、発生した酸素と燃料（軽油、メタノール、水和ヒドラジンなど）とを混合して燃焼させ、発生する高温高圧ガスを作動流体として利用するものである。低温式よりも経済的で出力の制御も可能であるため、比較的長時間の使用に適している。また、燃焼ガスの温度は必要に応じて水を加えることにより調整する。
これら作動流体の利用形態としては、直接噴射してその反動を利用するロケット式と、タービンを駆動させて軸出力に変換するタービン式の2種類があり、用途に応じて使い分けられた。

## 応用

### 低温式ヴァルター機関
- 触媒 :過マンガン酸カルシウム水溶液（Z液）
- 燃料 : 過酸化水素
- 水噴射 : なし
- 反応ガス温度 : 480℃
- 反応生成物 : 水、酸素
- 主用途 : V1飛行爆弾用カタパルト、V2ロケットの燃料ポンプ駆動用タービンの作動流体、飛行機用ロケットエンジン（ハインケル He 52、ハインケル He 176、フォッケウルフ Fw 56）、潜水艦V-80（後述）

### 高温式ヴァルター・ロケット
- 触媒 : 過マンガン酸ナトリウム水溶液
- 燃料 : デカヒドロナフタレン
- 水噴射 : なし
- 反応ガス温度 : 2,000℃
- 反応生成物 : 水、二酸化炭素
- 主用途 : RATO（ロケット補助離陸装置）Me262用

### 高温式ヴァルター・タービン
- 触媒 : 過マンガン酸カルシウム（固体）および白金
- 燃料 : メタノール
- 水噴射 : あり
- 反応ガス温度 : 600℃
- 反応生成物 : 水、二酸化炭素
- 主用途 : UボートXVII型用魚雷（直径53cm、速力50ノット、射程20,000m）

### 高温式ヴァルター・ロケットモーター
- 酸化剤 : T液＝濃度80％過酸化水素水溶液
- 燃料 : C液=メタノール (57%) +水和ヒドラジン (30%) +水 (13%) +シアン化銅カリウム (0.6g/l)
- 水噴射 : なし（燃料に混合）
- 反応ガス温度 : 1,900℃
- 反応生成物 : 水、二酸化炭素、窒素
- 主用途 : 飛行機用ロケット（推力制御可能）Me163、秋水、誘導ミサイルHs293

第二次世界大戦末期に使用された局地防空戦闘機メッサーシュミット Me163B型には、高温式ヴァルター機関であるHWK 109-509 (HWK-R2-211) ロケットモーターが装備されていた。ロケットモーター本体には燃焼室1個があり、この燃焼室内でT液（80%過酸化水素）とC液（メタノール+ヒドラジン系燃料）が混合されると、直ちに爆発的な燃焼反応が発生し、（自己着火性推進剤）推力となる。
作動中、タンクから出たT液の大部分は送液ポンプにより燃焼室へと送られるが、その一部は別系統の配管を通じて蒸気発生器に送られる。蒸気発生器内にある触媒（過マンガン酸カリウム、二酸化マンガン、水酸化ナトリウムなどをセメントで練り固めたブロック）と反応して、T液は酸素と水蒸気に分解され、発生した水蒸気により蒸気タービンを作動させる。タービン軸の両端には送液ポンプがあり、T液とC液はあらかじめ一定の割合で燃焼室へ圧送されるように調整されていた。
なお、蒸気発生系には別にバッテリーで作動する電動ポンプがあり、始動時はこの電動ポンプを使ってT液を蒸気発生器に送るようになっていた。
また、ロケットモーター終端にある燃焼室にはT液とC液を噴射する12本の噴射弁が配置されていた。この噴射弁は、2本・6本・12本の3パターンの噴射によって推力を3段階に調整できるようになっていた。
メッサーシュミットMe163Bは、最大速度960km/h、高度1万mまで3分で上昇するという、当時としては画期的な性能を示した。エンジン単体の質量は150kg、最大推力1,500kg/hrにおける燃料消費量は8.5kg/sec、ロケット噴射時間は6分であった。
ヴァルター・ロケット技術は、当時、軍事同盟を結んでいた関係で日本にももたらされた。この時の概略資料を基に特呂二号薬液ロケットが開発されるとともに、B-29爆撃機迎撃用にロケット戦闘機秋水が試作された。開発中の地対空ミサイル奮龍の液体燃料ロケットエンジンとしても予定されていた。

## ヴァルター潜水艦
ヴァルター機関は燃焼用の酸素を外部から供給する必要がないため、潜水艦用の水中動力として1937年頃からドイツ海軍に提案された。1940年には出力1840kW（2500馬力）の低温式ヴァルター・タービンを備えた排水量80トンの小型試作艦V-80が建造され、潜航中の最大速力26ノットを記録した。
第二次世界大戦末期、ドイツ海軍は潜水艦戦の不振を取り返すためにさまざまな水中航行用動力を装備した水中高速潜水艦を建造したが、それらのうちUボートXVIIB型およびXXVI型は高温式ヴァルター・タービンが搭載されていた。
XVIIB型では、過酸化水素水溶液は船体下部の非耐圧船殻内に、柔軟なポリ塩化ビニルの袋に入れて収められていた。ステンレス製送液パイプを経て触媒室にポンプで圧送され、ここで高温の酸素ガスと水蒸気に変えられ燃焼室へと送られる。燃焼室には別の送液系から軽油が送り込まれ、さらに別の送液系から燃焼温度調節の水が送り込まれる。
燃焼室内では、酸素水蒸気混合ガス：軽油：水 = 9:12:1 の容積比で混合された後、燃焼によって水蒸気に変わる。最終的にこの水蒸気を作動流体として蒸気タービンを駆動する。蒸気タービンで発生する軸出力は減速ギヤを介してスクリューを回し推進力となる。
一方、蒸気タービンから排出された水蒸気は復水器で水に戻され、さらに冷却器で適温に調整したうえで再使用される。この燃焼で発生する二酸化炭素ガスは復水器上部に溜まるので自然に分離される。その後、二酸化炭素ガスは電動ポンプで海中に排出される。
問題点としては、
- 燃料費が高価（毎時毎出力あたり約2kgの過酸化水素が必要）
- 低速航行が不可能（XVII型で12ノットまで）
- 潜航深度が深くなって水圧が増大すると、排気の押し出しによる損失で出力が急減する
- 過酸化水素の取り扱いに注意を要する
- 燃焼室で発生する一酸化炭素や二酸化炭素の漏洩対策として、機関室を密閉にしたうえ遠隔操作にしなければならない
- 水中に排出された二酸化炭素の一部が気泡となるのでソナーに探知されやすくなる
- 一度、過酸化水素を消費してしまうと補充ができないため、ディーゼルエンジンおよび蓄電池電動機を別に搭載しておかねばならず、ヴァルター・タービンは緊急用としてしか使用できない

などである。
解決策としてヴァルター博士は間接式ヴァルター・タービンを考案した。これは過酸化水素と軽油を特殊なボイラー内で反応させて約2,000℃の高温ガスを作り、この熱によって水蒸気を発生させるものである。過熱水蒸気（水が沸騰して発生する摂氏100度の水蒸気をさらに加熱した水蒸気）が使えるので、熱効率は元のヴァルター・タービンよりも高くすることができた。この間接式ヴァルター・タービン機関は開発中に終戦となり、実用化までには至らなかった。
第二次世界大戦後、水中で高速を発揮できるヴァルター・タービン潜水艦は戦勝国に注目され、イギリスとアメリカはそれぞれ1隻ずつXVIIB型（U1406とU1407）を接収し、研究調査目的に供した。1956年、イギリス海軍はエクスプローラー級潜水艦2隻を試作したが、大量の過酸化水素が必要であることと、過酸化水素の安全性の問題からほとんど実用に供されなかった。アメリカ海軍でも小型潜水艦X-1で実験はしたが、より高性能で（表面上は）安全な原子力潜水艦の成功によって取りやめとなった。ソビエトも接収したXXVIの資料を元に616計画で試験を行い、1950年代にS-99潜水艦を建造したが実用化には至らなかった。

## 戦後のヴァルター機関
第二次大戦後、宇宙分野では酸化剤として液体酸素を使用する液体燃料ロケットが、潜水艦では原子力潜水艦が主流となり、ヴァルター機関は完全に忘れ去られた過去の存在となった。しかし比較的シンプルなシステム構成と大出力という特長から、特殊な分野においてはしばしば適用が試みられていた。
1950年代、アメリカ陸軍は偵察、連絡、軽戦闘用に1人乗り垂直離着陸機機の開発を進めていたが、それらの中に低温式ヴァルター・ロケットを使用するワンマンヘリ（一人乗りの超小型ヘリコプター）があった。
ロータークラフト社のRH-1ピンホィールはその中のひとつであるが、機体をパイロット自身が身に付け、パイロットの足がスキッドを兼ねるという極めてシンプルな構造であった。通常のエンジンに相当するものはなく、過酸化水素分解で発生する水蒸気をローター先端から噴射し、その反動でローターを回転させる仕組みになっていた（翼端噴流式）。自重75kg、最大速度100km/hであったが、作動時間の短さが弱点となって試作のみで終わっている。
ヴァルター機関適用の成功例としては、1961年に米国ベル社のムーア技師が開発したロケットベルト (Bell Rocket Belt) が唯一である。ロケットベルトは、ロケットエンジンと高濃度過酸化水素の推進剤タンクをバックパックとしてまとめ、パイロットが背負うことで飛行するという簡便な個人用飛行装置である。低温式ヴァルターロケット方式により、過酸化水素の触媒による分解で生じた酸素と水蒸気の混合ガスを直接噴射し、その反動を制御する事でパイロットは飛行することができる。最高速度は時速95キロ、飛行高度20 - 30mという性能を発揮できるものの、人間が装備するという制約などから、航続距離250m、作動時間はわずか20秒程度に過ぎないため、これまでのところは単なるデモンストレーション用途の域から出る事が無い。1965年公開の映画『007 サンダーボール作戦』で秘密兵器として登場したほか、1984年に開催されたロサンゼルスオリンピックの開会式でのビル・スーパー操縦によるデモフライトは特に有名である。その後、1985年の国際科学技術博覧会でもジャンボトロンの前で飛行実演された。他にヴァルター機関によるロケットエンジンとしてイギリスのアームストロング・シドレー・ステンター、アームストロング・シドレー・ベータ、ブリストル・シドレー・ガンマ、ブリストル・シドレー・605、デ・ハビランド スプライト、デ・ハビランド スペクター等があった。
また、1972年に日本の海上自衛隊に配備された72式魚雷（G-5B型）は、動力源に高温型ヴァルター・タービンを使用しており最高速力50ノットを出すと言われていた。他にもイギリスの21インチ マーク12魚雷やソビエトの65型魚雷や53-61、53-65魚雷で使用された。マーク12魚雷はHMS Sidon、65型魚雷はクルスクでそれぞれ推進剤の高濃度過酸化水素に起因すると見られる事故を起こして搭載艦が沈没している。
今日の魚雷は対潜水艦戦を第一に想定しているが、ヴァルター・タービンには深度によって速力が大きく変化する欠点があるため、これを克服する技術革新が無い限り、ヴァルター・タービン魚雷が再登場する可能性は低いと見られている。
また、1974年、メッサーシュミット・ベルコウ・ブローム社が開発した磁気浮上式鉄道KOMET (Komponentenmeßtrager) の実験で推進に用いられ、時速401.3kmを達成した。限られた距離の実験線では当時のリニア誘導モーターでの加速では限界があり、推進にヴァルター機関が用いられた。

## 主なヴァルター機関

### ヴァルター R 1-203
1938年に試験用エンジンとして開発された。高温ヴァルター機関が元になった。燃焼室がある。T液（過酸化水素）とM液（メタノール）が使用される。エンジンはターボポンプを断続することで制御された。このポンプはT液とZ液（過マンガン酸カルシウム水溶液）によって生成された蒸気で駆動された。最大推力は500kgf (4.9 kN) で60秒間維持された。試作エンジンは世界で最初の運用可能なHe 176ロケット飛行機の動力として搭載された。このエンジンを元により強力なロケットエンジンであるHWK 109-509が開発された。

### ヴァルター HWK 109-500

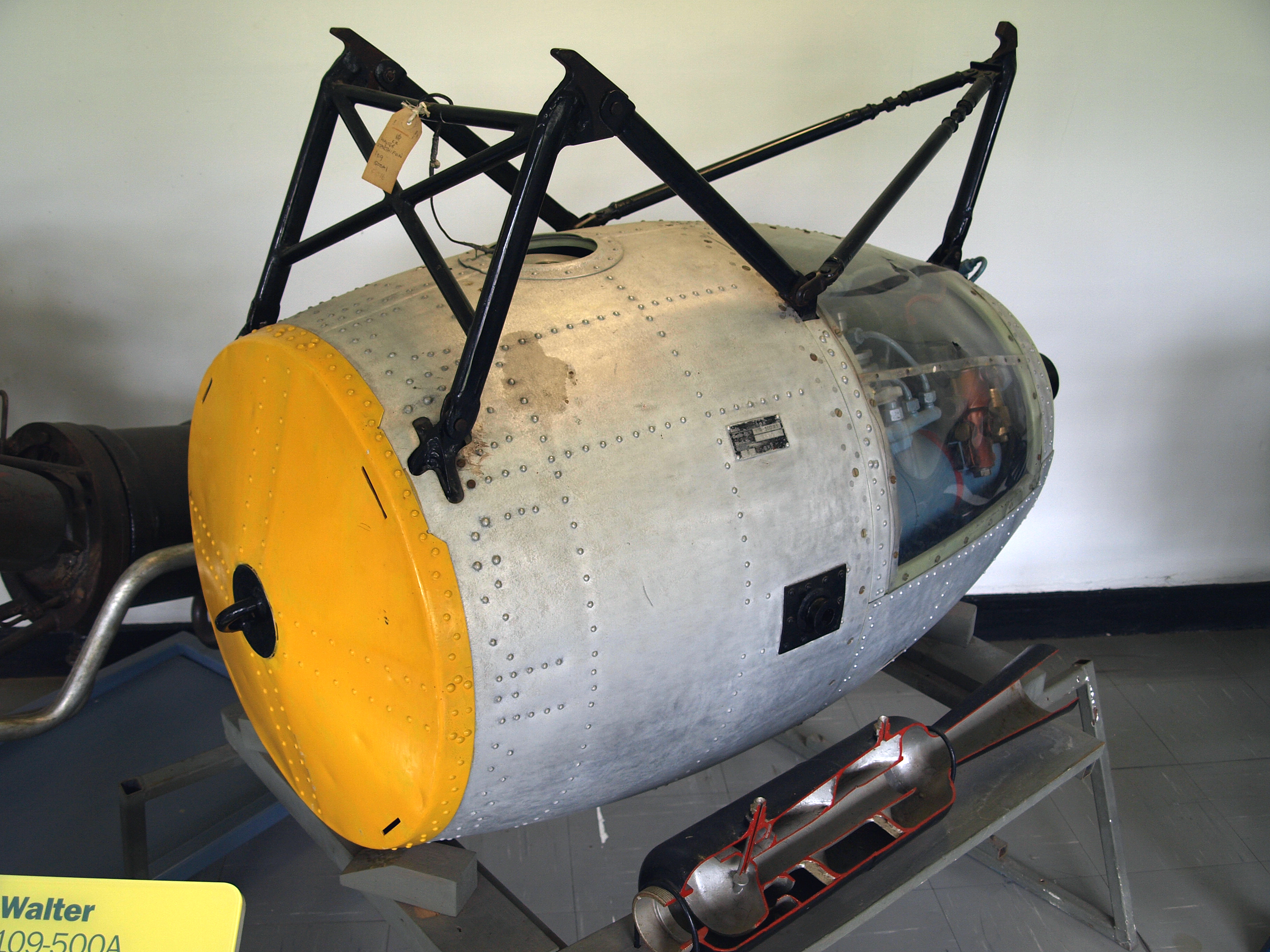
コスフォード王立空軍博物館に展示されているHWK 109-500

内燃機関というよりも化学反応により低温ヴァルター機関として作動する。T液（過酸化水素）とZ液（過マンガン酸カルシウム水溶液）が推進剤として使用される。このエンジンはロケットの打ち上げ支援の為に燃料コンテナと組み合わせて使用された。約500kgf (4.9 kN) の推力を30秒間生み出した。1937年から重爆撃機やグライダーが離陸時に補助推進器として使用し、使用後はパラシュートで回収された。

### ヴァルター HWK 109-507

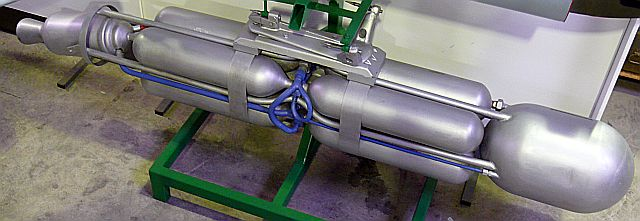
Hs 293の下部のナセルから取り外したヴァルター 109-507 ロケットエンジンの推進剤のタンク

HWK 109-507液体燃料ロケットエンジンはHs 293誘導爆弾の動力として使用する為に開発された。
このエンジンは燃焼室を備え、燃料タンクと燃料を圧送する為の圧力容器が備えられていた。姿勢を安定させる為にノズルは推力が機体の中心を通るように下向きになっていた。
T液（過酸化水素）とZ液（過マンガン酸カルシウム水溶液）が推進剤として使用された。この二種類の推進剤を混ぜることによって化学反応が生じるが、燃焼ではなく低温モードとして知られるモードだった。推力は590kgf (5.78kN) を10秒間維持した。

### ヴァルター HWK 109-509

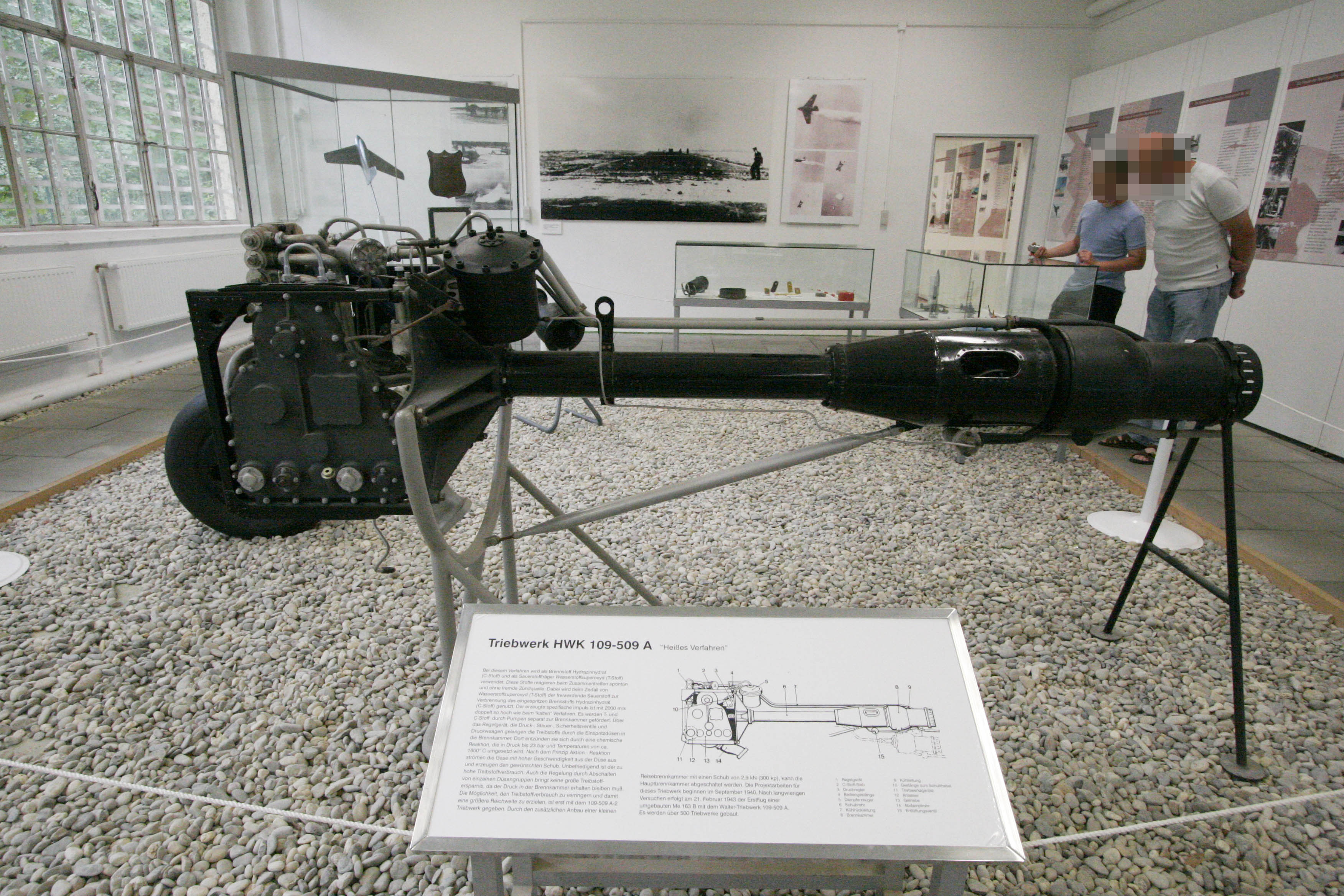
HWK 109-509 空軍博物館, ベルリン-ガトウ, ドイツにて展示

メッサーシュミットMe163やBachem Ba 349に搭載された。

### 特呂二号原動機

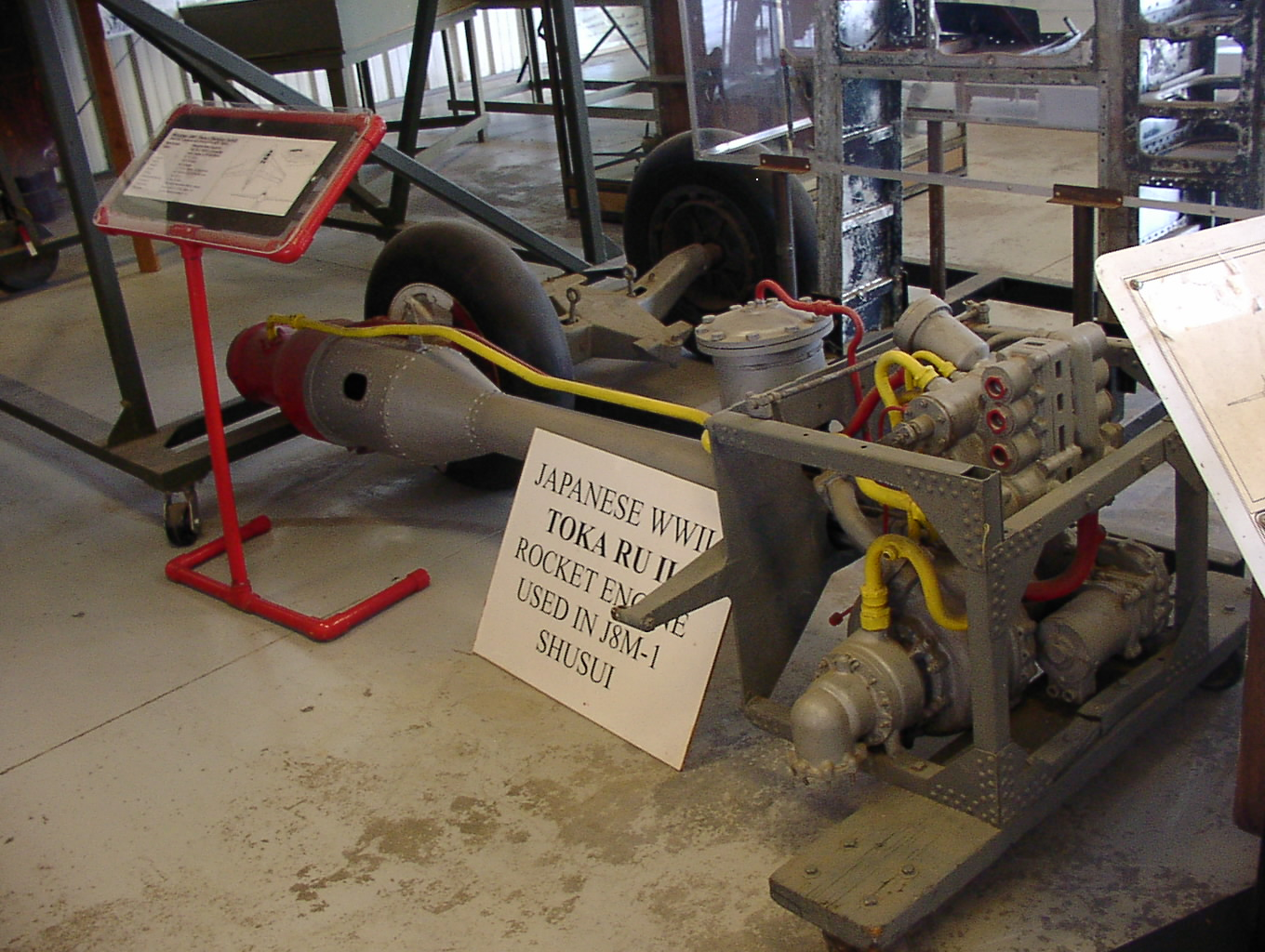
秋水に搭載された、特呂二号。後ろには切り離し式の車輪も写真も見える。

甲液（濃度80%の過酸化水素に＋安定剤としてピロ燐酸ソーダと8オキシキノリン）と乙液（メタノール57%＋水化ヒドラジン30%＋水13%＋銅シアン化カリウム）を混合させる事により化学反応をさせるというシステムで秋水に搭載された。

### ネイピア スコーピオン
ネイピアが開発したRATO用の推力4,000 lbf (17.8 kN)のロケットエンジンで1956年と1957年にイングリッシュ・エレクトリック キャンベラに搭載されて高高度記録を樹立した。実戦配備されず。

### デ・ハビランド スプライト
3Vボマーやデ・ハビランド DH.106 コメットの離陸補助用として開発が進められたものの、ジェットエンジンの急速な性能向上により配備には至らなかった。

### デ・ハビランド スペクター
サンダース・ロー SR.177に搭載するために開発が進められたが、計画は中止された。

### アームストロング・シドレー ベータ
HWK 109-509を原型として超音速飛行用に開発された。1948年10月に試験機は高度35,000 ftを930 mph (マッハ1.5)で飛行した。

### アームストロング・シドレー ステンター
ブルー スティール ミサイルでの加速と巡航に使用された。

### ブリストル・シドレー BS.605
南アフリカ空軍の高山地帯で運用するためにRATOとしてブラックバーン･バッカニア S.50で使用された推力4,000 lbf (18 kN) のエンジン。

### ブリストル・シドレー ガンマ
ロールス・ロイス・リミテッドで生産された過酸化水素とケロシンを推進剤とするブラックアローロケットのロケットエンジン。

### ロールス・ロイス ラーチ
ブラックアローロケットの改良型としてロールス・ロイス・リミテッドで開発された過酸化水素とケロシンを推進剤とするロケットエンジン。